# Juhani Pallasmaa
Juhani Uolevi Pallasmaa (* 14. září 1935 Hämeenlinna) je finský architekt. Proslul jako pedagog a teoretik architektury, vycházející ve svých názorech z fenomenologie. Je žákem Aulise Blomstedta, jeho klíčovým dílem je Encounters – Architectural Essays.
V šedesátých letech navrhl spolu s Kristianem Gullichsenem typizovaný rekreační domek Moduli 225, který byl výsledkem dobového trendu racionalizace ve stavebnictví. Ve svém architektonickém studiu projektoval budovu Finského institutu v Paříži, víceúčelový komplex v helsinské čtvrti Kamppi, nákupní centrum Itäkeskus, muzeum sámské kultury Siida v Inari nebo Cranbrook Academy of Art v americkém státě Michigan. Podílel se na plánu nového zahradního města Tapiola. Jeho oblíbeným materiálem je dřevo; zastává názor, že architektura by měla respektovat okolí a nestavět do popředí své estetické kvality.
Byl profesorem Helsinské technické univerzity a přednášel také v USA na Univerzitě Illinois v Urbana Champaign a University of Minnesota. V letech 1978 až 1983 byl ředitelem Muzea finské architektury v Helsinkách, přispívá do odborného časopisu ARK. The Finnish Architectural Review.
V roce 2000 získal národní ocenění Suomi-palkinto a v roce 2014 Cenu Ericha Schellinga za teorii architektury. Je jedním z porotců Pritzkerovy ceny a členem Mezinárodní akademie architektury.

## Realizace

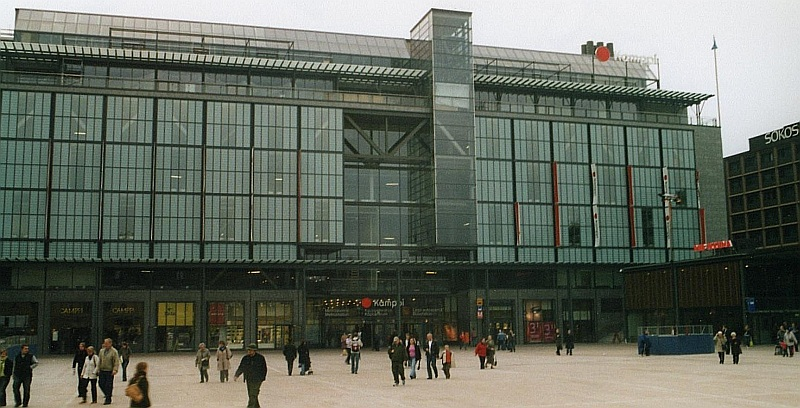
Kamppi center, Helsinky
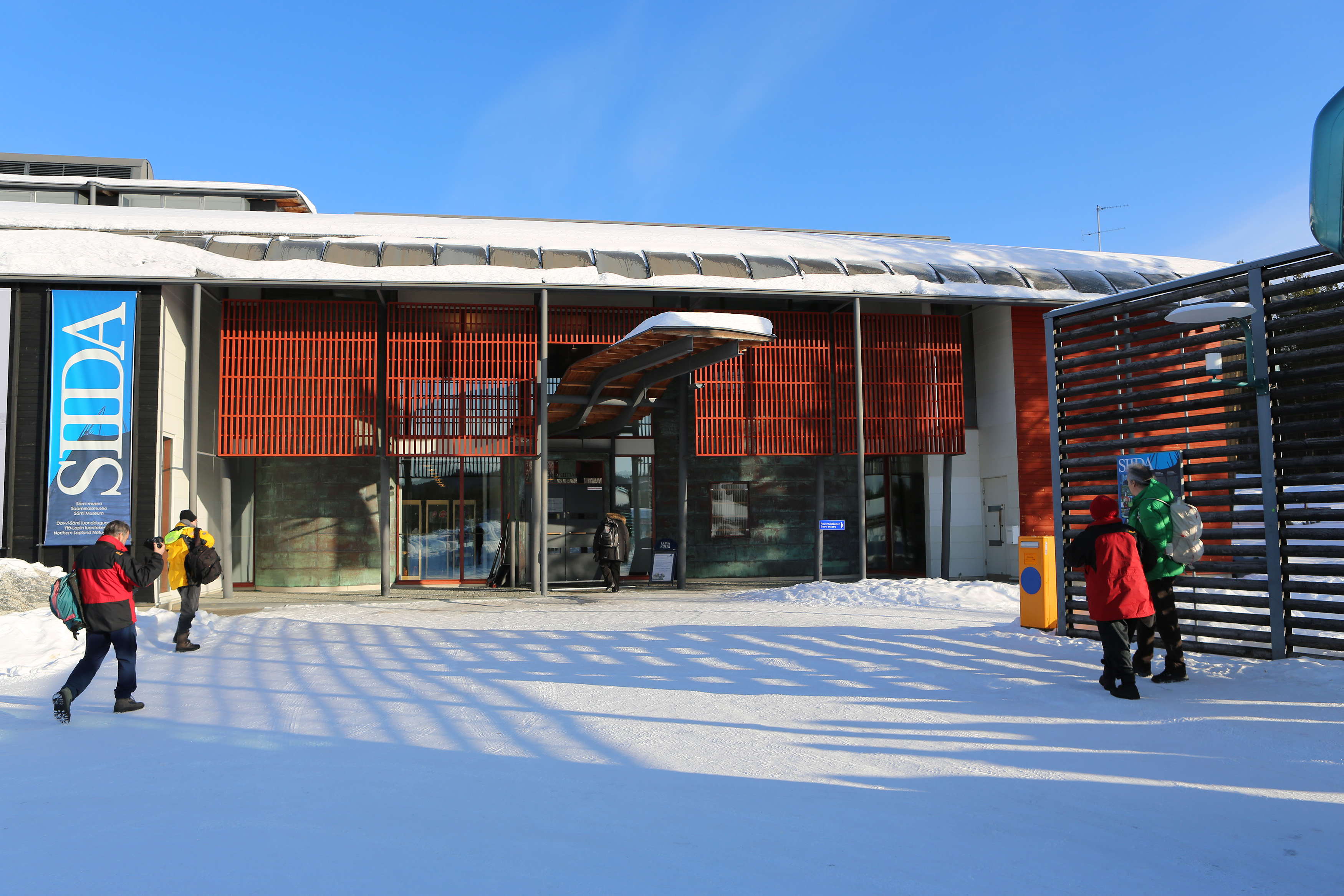
Sámské muzeum, Inari
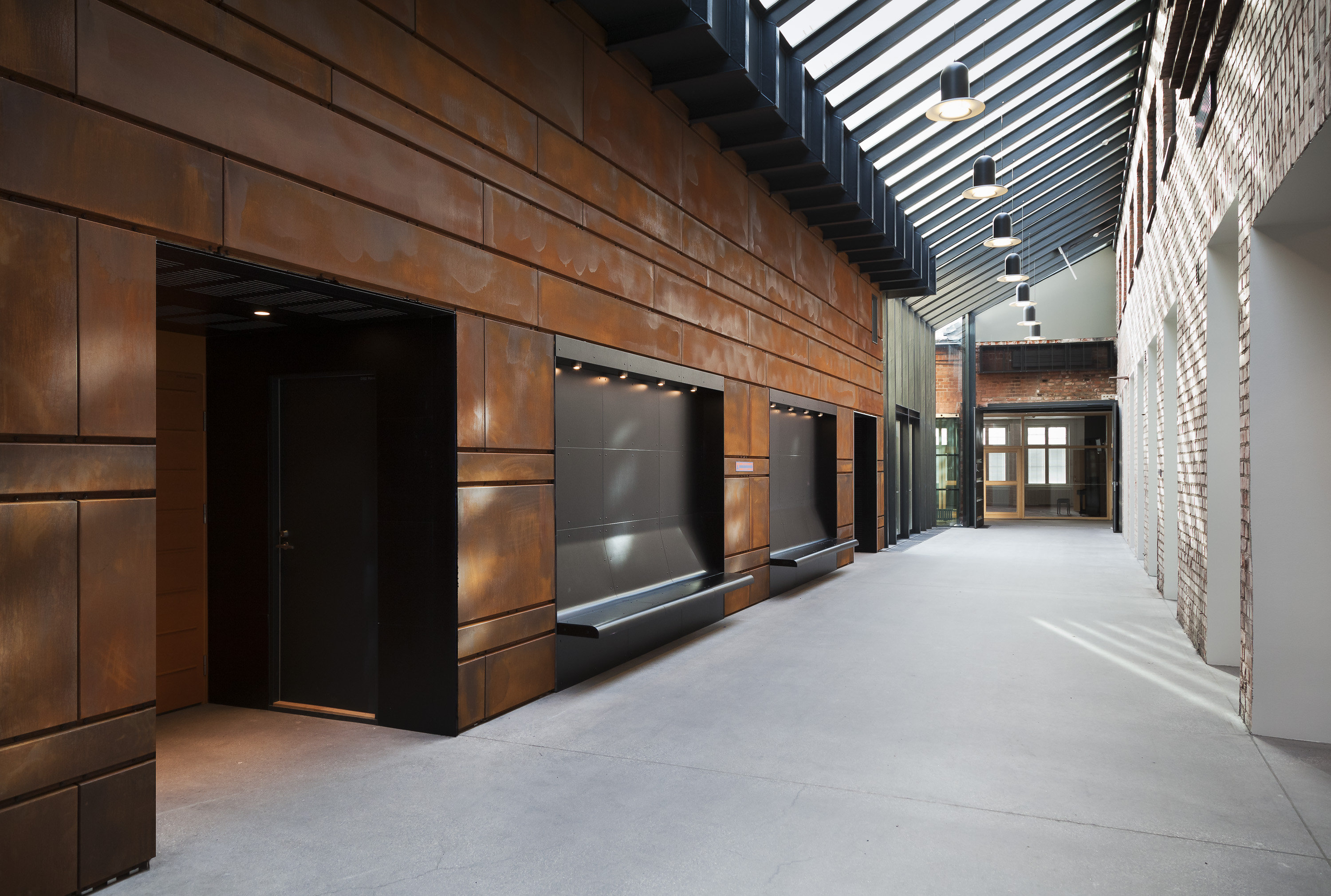
Kulturní dům Korundi, Rovaniemi